# ハワード・T・フィッシャー
ハワード・テイラー・フィッシャー（Howard T. Fisher、1903年 - 1979年）は、アメリカ合衆国の地理学者、デジタル地図製作者、建築家、都市計画家。ハーバード大学教授。世界最初の実用的景観解析プログラムでSYMAP呼ばれるコンピュータ化されたマッピングシステムやプレハブ住宅などの導入といった革新的な志向技術でもって活躍した。
コンピュータグラフィックスと空間分析のための研究所（LCGSA）やハーバード大学のディレクター及都市計画専攻分野で理論的地図作成法の研究教授を務めた。
門下にランドスケープ・プランニングで活躍する分野の第一人者ジャック・デジャモンドやカール・スタイニッツがいる。

## 経歴
父はシカゴで弁護士や判事として連邦最高裁判所首席裁判官ウィリアム・タフトの下で自然保護などに尽力していた。
末っ子で、1926年、大学では美術史の学位で優等を獲得し、その次の3年間としてハーバード大学デザイン大学院に進学したがボザール教育のカリキュラムと仕事を得たので大学院をやめ、しばらく建築設計に従事。
1932年に一般住宅や社屋で単一のパッケージによるシンプルな建築設計と製造およびマーケティングを統合し、プレハブ住宅における先駆的な会社を組織した。会社は家の大量生産方法を用いる。標準的な2ベッドルームの家を1933年時点でコスト4500ドルでの提供を実現。
1939年に結婚。イリノイ州とニューヨークの審査によって登録アーキテクトに、またイリノイ州に登録されるプロのエンジニアとなる。 
また、第二次世界大戦開始の4年前からワシントンで戦時ハウジングに彼の技術が適用された。
戦後、彼はシカゴに戻り、ハワードT.フィッシャー＆アソシエイツという建築設計事務所を設立。 事務所は、建築材料および方法における設計作業や研究を行なったし、また、米国および海外の都市計画や交通計画、ショッピングセンターや住宅プロジェクトに関与していた。 
1957年から1964年にノースウェスタン大学の技術研究所で都市・地域計画に関して一般的な問題解決を教えるようになる。
1960年代半ばにsynegraphicマッピングシステム（SYMAP）を開発。
彼はSYMAPを、シンプルな英数字のプリンタを使用して洗練された統計のマップを生成するコンピュータプログラムで開発。 1979年末までに、コンピュータ・マッピングプログラムは、広く公衆衛生、都市計画と人口統計で今日使用されている。
1965年にケンブリッジに戻る。ハーバード大学がフィッシャーを招聘。
コンピュータグラフィックスとデザイン研究科（'65-68、associteディレクター、1968年から1970年）における都市計画の教授のためのハーバード大学の研究室の創設者で初代所長となった。
1965年にフォード助成金の支援を受けて、GSDでコンピュータグラフィックスと空間分析のための研究所（LCGSA）を設立。ディレクターを務める。
早速SYMAPシステムをデルマーヴァの地域計画に導入。大学では1970年に理論的な地図作成の研究教授となり、1974年にニューハンプシャー州での研究で退官。1971年からは定量的な情報をマッピングを行う方法を公開しむこう三年間、一般的には、後にコンピュータグラフィックスの研究上の問題解決を、ハーバード大学でのセミナーとして提供していた。